# Dawid Podsiadło
Dawid Henryk Podsiadło (Dąbrowa Górnicza, 23 maggio 1993) è un cantante polacco.

## Biografia
Podsiadło è salito alla ribalta dopo aver partecipato a X Factor, versione polacca del talent X Factor, dove è stato dichiarato vincitore della seconda edizione, occasione che gli ha permesso anche di firmare un contratto con la divisione polacca della Sony Entertainment. Il suo primo album in studio, uscito sotto l'etichetta e intitolato Comfort and Happiness, ha raggiunto la vetta della OLiS ed è stato certificato diamante dalla Związek Producentów Audio-Video con oltre 150 000 unità vendute. Anche il disco successore Annoyance and Disappointment ha conseguito gli stessi esiti, finendo al vertice della classifica e venendo certificato diamante dalla ZPAV.
Małomiasteczkowy, reso disponibile per il consumo a partire dall'ottobre 2018, ha superato la soglia delle 300 000 unità accumulate, ottenendo il doppio disco di diamante. Lata dwudzieste (2022), invece, è disco di diamante.
È stato candidato quattro volte per l'MTV Europe Music Award al miglior artista polacco.

## Discografia

### Album in studio
- 2013 – Comfort and Happiness
- 2015 – Annoyance and Disappointment
- 2018 – Małomiasteczkowy
- 2022 – Lata dwudzieste
- 2025 – Tylko haj (con Kaśka Sochacka e Zorza)

### Album dal vivo
- 2021 – Leśna muzyka

### EP
- 2019 – EP (na żywo, akustycznie)
- 2023 – Trójkąty i kwadraty 2013-2023

### Singoli
- 2012 – Tu i teraz (con Tatiana)
- 2013 – Powiedz mi, że nie chcesz
- 2014 – 4:30
- 2017 – Świadomy sen (con Sokół)
- 2018 – Małomiasteczkowy
- 2018 – Nie ma fal
- 2019 – Matylda
- 2019 – Najnowszy klip
- 2019 – Trójkąty i kwadraty
- 2019 – Lis
- 2020 – Numer (con Rasmentalism e Vito Bambino)
- 2021 – Za krótki sen (con Daria Zawiałow)
- 2022 – Ostatnia nadzieja (con Sanah)
- 2022 – Post
- 2022 – Let You Down
- 2022 – To co masz ty!
- 2023 – Dobranocpapa
- 2023 – Phantom Liberty (con P.T. Adamczyk)
- 2024 – Pięknie płyniesz
- 2025 – Samoloty i nadprzestrzenie (con Kaśka Sochacka e Zorza)